# Stazione di Brisighella
La stazione di Brisighella è la principale stazione ferroviaria del comune di Brisighella, in provincia di Ravenna. Si trova nel capoluogo comunale, a poche centinaia di metri dagli uffici comunali, dal centro storico e dalla Rocca di Brisighella.
Si trova sulla ferrovia Faentina.

## Strutture e impianti
Il fabbricato viaggiatori è su due livelli e, come per le altre stazioni dei comuni capoluogo della linea, sono presenti alcuni servizi come l'edicola e la banca. Il bar è situato in un edificio indipendente poco distante. Di lato alla stazione è presente, sebbene inutilizzato, il magazzino merci, mentre di lato al fabbricato è ancora esistente il locale di servizio, ad un livello.
Di fianco ai fabbricati sono presenti due ampi parcheggi collegati tra loro. Attraversando il viale si trova un parco pubblico.

## Movimento
La stazione è servita dalle relazioni regionali Trenitalia svolte nell'ambito del contratto di servizio stipulato con la regione Toscana.
Nei giorni feriali fermano tutte le corse, ovvero 9 coppie di treni, con una corsa supplementare da Faenza a Borgo San Lorenzo.
A novembre 2019, la stazione risultava frequentata da un traffico giornaliero medio di circa 327 persone (159 saliti + 168 discesi).

## Servizi
La stazione è classificata da RFI nella categoria bronze.
La stazione dispone di:
- Biglietteria automatica
- Sala d'attesa
- Bar
- Servizi igienici

## Interscambi
- Fermata autobus